# 5000 lire Semestre di presidenza italiana UE
Le 5000 lire Semestre di presidenza italiana UE vennero emesse nel 1996 per commemorare, appunto, il semestre italiano di presidenza dell'Unione Europea.

## Storia
Con D.M.T. 30 gennaio 1996 venne autorizzata l'emissione di una moneta commemorativa in argento del valore nominale di 5000 lire dedicata al Semestre di presidenza italiana della UE ricorrente quell'anno. Tale moneta si inserisce nell'ambito delle diverse emissioni commemorative - sia in lire che in euro - legate alle istituzioni ed alle ricorrenze comunitarie.

## Dati tecnici
Al dritto al centro volto muliebre raffigurante l'Italia a sinistra, nella cui chioma si intreccia un nastro recante le bandiere degli Stati membri dell'Unione europea ed alla cui estremità si trova una stella. Lungo la parte terminale della treccia si legge il nome dell'autrice CASSOL, mentre in giro è scritto REPUBBLICA ITALIANA.
Al rovescio al centro composizione con il logo della presidenza italiana (un profilo della penisola formato dalle stelle dell'UE) sovrapposto ad una lettera E che si unisce ad un emiciclo parlamentare nel quale sono riprodotte le bandiere degli Stati membri e sul quale, lungo l'asse mediano orizzontale, si legge la data 1993 in incuso; il segno di zecca R è poco sotto. L'indicazione del valore è in basso lungo il bordo, mentre in giro vi è la legenda UNIONE EUROPEA PRESIDENZA ITALIANA.
Nel contorno: godronatura discontinua.
Il diametro è di 32 mm, il peso di 18 g e il titolo è di 835/1000.
La moneta è presentata nella duplice versione fior di conio e fondo specchio, rispettivamente in 42.000 e 8.500 esemplari.